# Розливна
Розливна — річка в Україні у Новомиргородському районі Кіровоградської області. Права притока річки Великої Висі (басейн Південного Бугу).

## Опис
Довжина річки 15 км, похил річки 3,7 м/км  площа басейну водозбіру 69,3 км , найкоротша відстань між витоком і гирлом — 13,82  км, коефіцієнт звивистості річки — 1,09 . Формується декількома струмками та загатами. Біля села Костянтинівка річку перетинає автошлях Т 2409. У XX столітті на річці існували водокачки, молочно-тваринна ферма (МТФ), багато газгольдерів та газових свердловин.

## Розташування
Бере початок у селищі Капітанівка. Тече переважно на південний захід через села Тишківку, Йосипівку, Розлива і у селі Костянтинівка впадає у річку Вилику Вись, ліву притоку річки Синюхи.